# 洛根縣 (俄亥俄州)
洛根縣（英語：Logan County）是美国俄亥俄州中西部的一個縣，面積1,209平方公里。根據2020年美國人口普查，共有人口46,150人。縣治柏芳廷（Bellefontaine）。該縣成立於1817年12月30日。本縣紀念在當地攻打印第安人的美國獨立戰爭將領班傑明·洛根。